# Гуске које нису спасле Рим
„Гуске које нису спасле Рим” је југословенски ТВ филм из 1969. године. Режирао га је Иво Врбанић који је написао и сценарио.

## Улоге
| Глумац        | Улога |
| ------------- | ----- |
| Никола Цар    |       |
| Славица Јукић |       |
| Антун Налис   |       |
| Мартин Сагнер |       |